# Iselin Solheim (luchadora)
Iselin Moen Solheim (7 de agosto de 1995) es una deportista noruega que compite en lucha libre.
Ganó una medalla de bronce en el Campeonato Europeo de Lucha de 2020, en la categoría de 76 kg. En los Juegos Europeos de Minsk 2019 obtuvo una medalla de bronce en la misma categoría.

## Palmarés internacional
| Juegos Europeos    | Juegos Europeos     | Juegos Europeos   | Juegos Europeos |
| Año                | Lugar               | Medalla           | Categoría       |
| ------------------ | ------------------- | ----------------- | --------------- |
| 2019               | Minsk (Bielorrusia) | Medalla de bronce | 76 kg           |
| Campeonato Europeo |                     |                   |                 |
| Año                | Lugar               | Medalla           | Categoría       |
| 2020               | Roma (Italia)       | Medalla de bronce | 76 kg           |